# Veroli
Veroli es una localidad y comune italiana de la provincia de Frosinone, en el Valle Latino, región de Lacio, con 20.663 habitantes.

## Evolución demográfica
| Gráfica de evolución demográfica de Veroli entre 1861 y 2001 |
|                                                              |
| Fuente ISTAT - elaboración gráfica de Wikipedia              |